# Коста, Джованни
Джованни Коста, прозванный Нино Коста (итал. Giovanni Costa, 15 октября 1826, Рим — 31 января 1903, Марина-ди-Пиза) — итальянский художник, военный и политический деятель. Ведущий представитель римской живописи академической школы XIX века, он способствовал распространению натуралистических идей даже среди живописцев маккьяйоли. Его также помнят как активного участника военных кампаний Гарибальди 1848—1849 и 1859 годов.
Отец Джованни, Джоаккино, был родом из Санта-Маргерита-Лигуре. В Риме он нашел работу сначала на шерстяной фабрике, а затем красильщиком тканей. Со временем семья Джоаккино поселилась в Риме, в районе Трастевере, недалеко от церкви Сан-Франческо-а-Рипа. Здание было позднее перестроено вторым сыном Филиппо Коста (в семье было шестнадцать детей, из которых двенадцать достигли совершеннолетия).
В юности Джованни Коста получил классическое образование, был очарован искусством Средневековья и Возрождения и решил посвятить себя живописи. В двенадцать лет был определён учеником к живописцу Винченцо Камуччини.
Жил и работал в основном в Риме. Писал женские портреты, пейзажи, натюрморты. У него была склонность к натуралистическому изображению окружающей жизни, что отдаляло его от художников, связанных с неоклассическими и романтическими идеями.
Убежденный сторонник национального единства, Нино Коста участвовал в первой войне за независимость. В Римской республике 1849 года он стал муниципальным советником. При падении республики вынужденно бежал за границу.
После разгрома революции и реставрации монархии в 1850—1851 годах, Джованни Коста переехал в Неаполь, где много и плодотворно занимался пейзажной живописью.
В Аричча (Лацио) Коста познакомился с группой иностранных художников: назарейцами, немецкими романтиками, пытавшимися возродить манеру мастеров Средневековья и Раннего Ренессанса, такими как Фридрих Овербек и Петер Корнелиус, с которыми он разделяет страсть к античному искусству. Позднее он найдёт много общего с символистом: А. Бёклином и пейзажистом О. Ахенбахом.
В 1858 году Джованни Коста совершал путешествие по сельской Италии. В 1859 году записался в Королевскую армию Пьемонта чтобы бороться за независимость Италии.
Между 1861 и 1862 годами Коста совершил поездку в Париж, где получил признание за показанные в Салоне пейзажи. В Париже он встречался с Теофилем Готье, Шарлем Бодлером и Эдуардом Бертеном. В 1862 году во время короткого пребывания в Лондоне он встретил Эдварда Бёрн-Джонса, благодаря которому, вероятно, имел возможность углубить свои знания об эстетической концепции Джона Рёскина (Раскина).
В 1867 году Коста снова поселился во Флоренции. В 1870 году присоединился к борцам за освобождение Рима от папских войск, участвовал во вступлении берсальеров в Рим и с этого момента активно вошёл в политическую жизнь города, был избран муниципальным советником Трастевере. Он возобновил свою творческую деятельность, проявил себя бунтарём в искусстве и под именем Нино Коста участвовал в различных художественных группах, ниспровергавших академические каноны. В 1870 году Нино Коста основал «Международную художественную ассоциацию» (Associazione Artistica Internazionale), а в 1884 году — «Этрусскую школу» (la Scuola Etrusca) с целью противопоставить упадку вкуса официального искусства «новые тенденции» (nuove tendenze). Коста всегда был открыт для самых передовых идей и течений европейского искусства.
В 1875 году он был одним из основателей «Золотого клуба» (Golden Club; группа просуществовала два года), в 1878 году организовал артистическую группу «Круг итальянцев» (Circolo degli Italiani).
В 1886 году в Риме Нино Коста и Джулио Аристид Сарторио организовали ассоциацию «In arte libertas» (В свободе искусства). Они собрали группу художников, которые хотели преодолеть узкие места салонной живописи и прийти к более свободному изображению природы. Художники писали сельские виды непосредственно с натуры, а не в мастерской, как было принято в академическом искусстве. Они приветствовали живопись художников маккьяйоли.
Художники встречались в Риме, в «Кафе Греко» (Antico Caffè Greco) на Виа деи Кондотти, 86, недалеко от Пьяцца ди Спанья. Кафе было местом общения римских интеллектуалов и художников, где можно было встретить Габриеле Д’Аннунцио, который в то время искал художников для создания иллюстраций к своему роману «Изотта Гуттадауро» (иллюстрации выполнили Онорато Карланди, Джулио Аристид Сарторио и другие). Художники и поэты также встречались в Художественной галерее Армандо Перера, на Виа дель Бабуино и в Галерее на Виа Маргутта.
Первая выставка ассоциации «In arte libertas» была организована в Риме в 1886 году в мастерской Нино Коста на Виа Сан-Никколо-да-Толентино. Затем последовала выставка в Лондоне. 19 декабря 1899 года состоялась историческая встреча членов In arte libertas: Джулио Аристид Сарторио предложил группе вместе участвовать в экспозиции Всемирной выставки в Париже 1900 года, как это уже происходило на Венецианской выставке 1899 года. В 1902 году прошла последняя выставка. Ассоциация распалась в 1903 году после смерти Нино Коста.

## Галерея

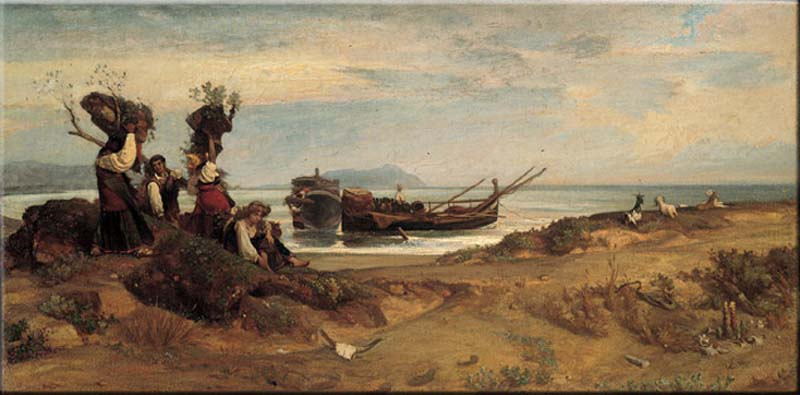
Женщины загружают дрова в Порто д'Анцио. 1903
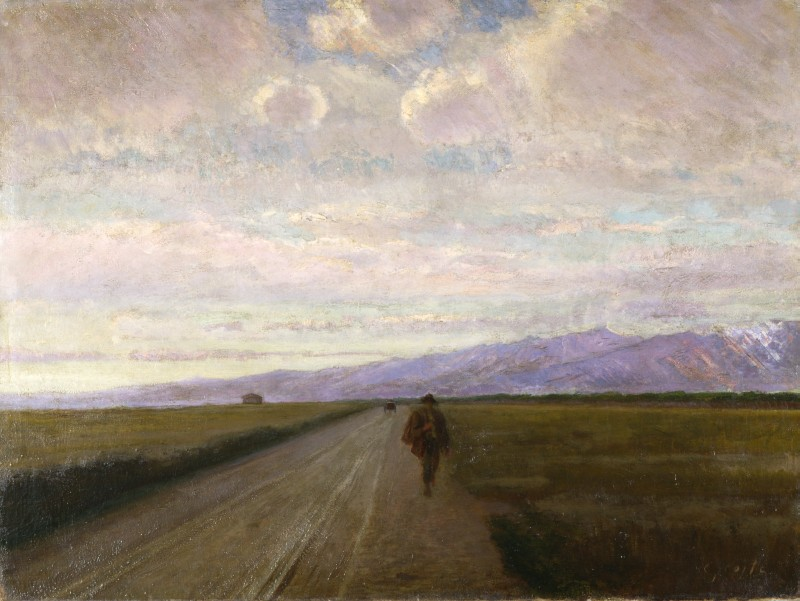
Прямая дорога. 1890
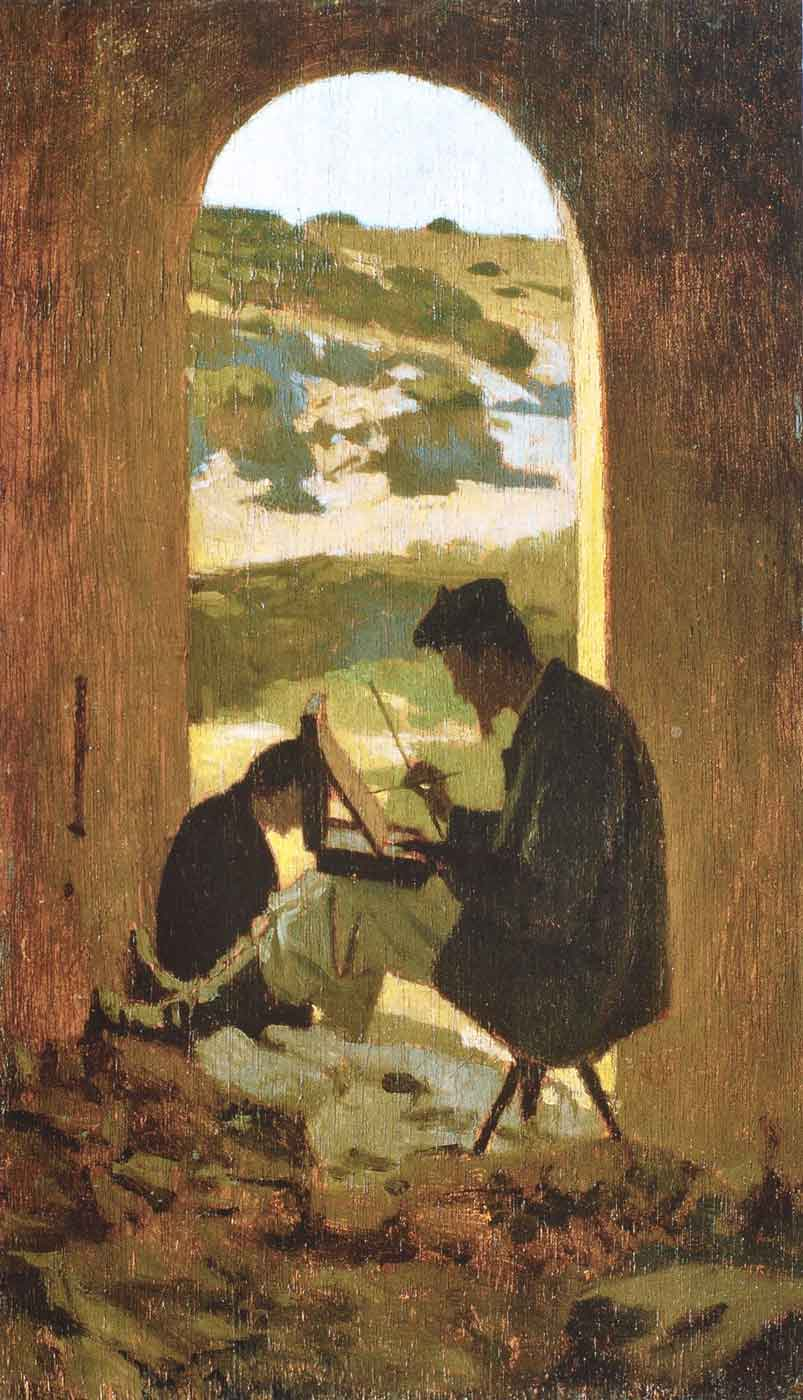
В Кампанье. 1855
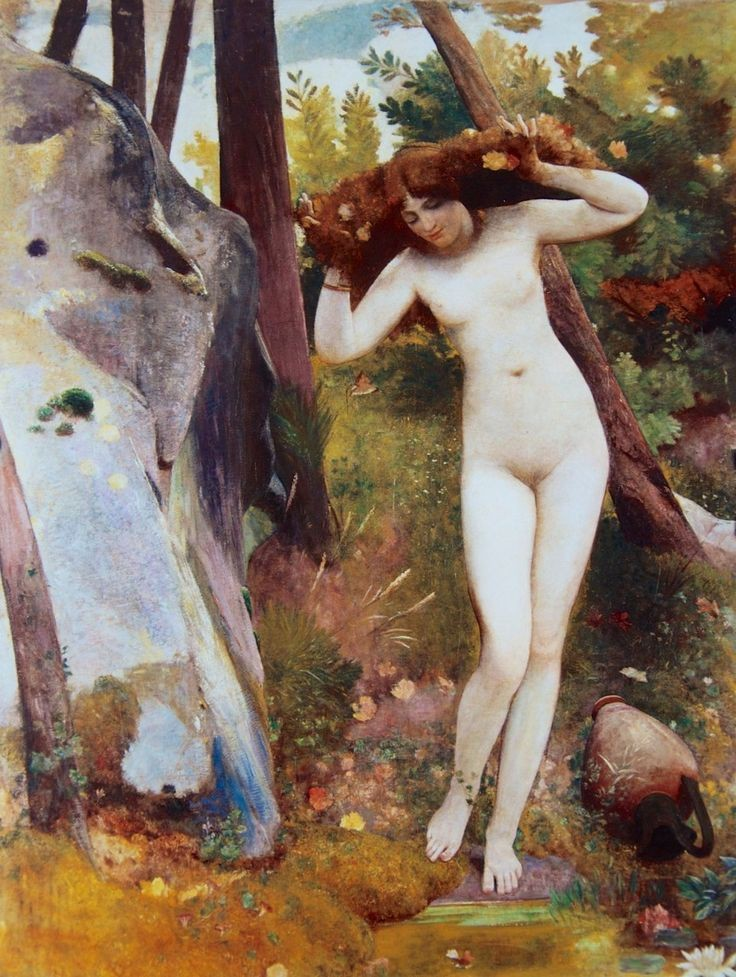
У источника — нимфа в лесу. 1880-е гг.
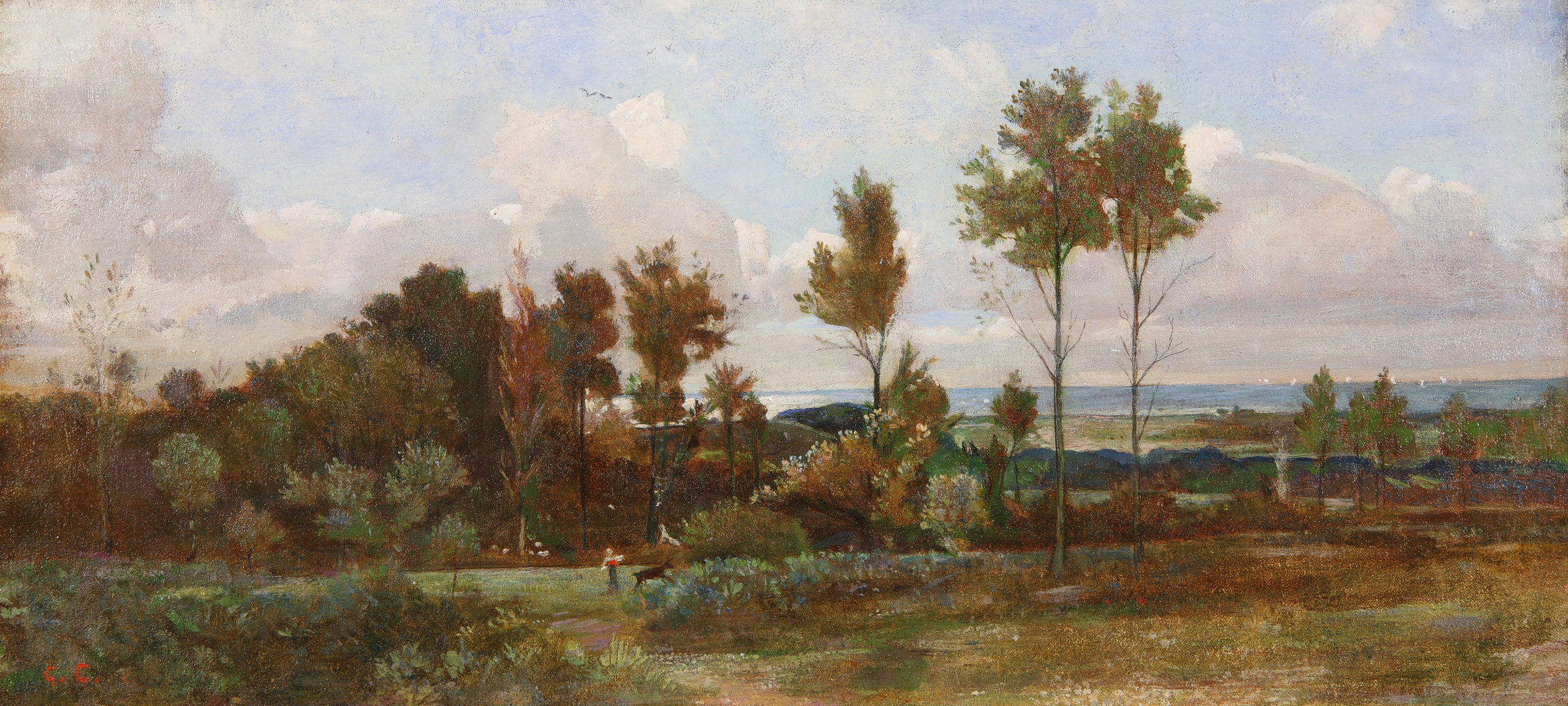
Приморский пейзаж. 1885